# Minojci
Na otoku Kreti u Egejskom moru, oko 2500. pr. Kr. pojavila se napredna i nevjerojatno bogata civilizacija - prvo europsko carstvo. Ti ljudi su bili trgovci i postali poznati kao Minojci prema legendi o bogatom kretskom kralju Minosu. Minojci su na Kreti gradili zadivljujuće ukrašene palače i mnoge su nam poznate po slikarijama, zgradama i raskošnim predmetima koji su tamo pronađeni. Međutim, znastvenici su samo djelomično dešifrirali njihovo pismo. Godine 1450. pr. Kr. Minojce su pregazili ratnički Mikenjani iz Grčke. Sa svoje domovine na Kreti, Minojci su dominirali Egejskim morem od 2000. do 1450. pr. Kr. Naselja su bila uglavnom priobalna, a ona najvažnija - Knossos, Mallia, Phaistos i Zakros - građena su oko velikih palača.

## Knossos
Najveće minojske palače građene su u Knososu oko 1900. pr. Kr., a potom obnovljene 200 godina nakon što su bile uništene ili tijekom dugog ratovanja ili potresom. Golem i bogato ukrašen kompleks mogao je biti religijsko i trgovačko središte, kao i boravište lokalnog vladara. Palača okružuje središnje dvorište i sastoji se od prostorija za brojne različite namjere - kraljevskih apartmana, ceremonijalnih dvorana, kao što je s prijestoljem, svetišta, radionica i desetina skladišta.

## Religija
Mnogi vrhovi brežuljaka i sve palače imale su svetišta kamo su Minojci bogovima prinosili darove u obliku hrane i pića. Štovalo se nekoliko različitih božanstava, uključujući boga životinja i boga lova. Svetim se smatralo i bikove. Najvažnije božanstvo bila je boginja Zemlje i plodnosti koja se naziva također Božica Majka. Božica Majka je trajno božanstvo jer se poistovjećuje s rađanjem, zrelošću, smrću kao i rastom, zrenjem i opadanjem mjeseca. Sunce oplođuje Zemlju i predstavlja muško načelo. Božica Majka je primarna jer se pojavljuje svaku noć, a sunce sekundarno jer ga nema zimi. Božica Majka predstavlja majku, a sunce sina.

### Djevičanska zmija
Arheolozi su pronašli mnoštvo slika boginje koja nosi tipičan kostim minojske žene. Ponekad zmije drži u rukama, a ponekad obavijaju njezino tijelo. Minojci su je vjerojatno smatrali zaštitnicom doma, ali i božanstvom koji potiče plodnost i promiče dobru žetvu u polju.

## Trgovina
Minojci su trgovali koristeći kružnu rutu po Sredozemlju, od Krete do Egipta, Palestine i natrag do Krete preko Cipra. Izvozili su grnčarsku robu, metalne proizvode i hranu. Sa sobom su donosili sirovine kao što su bakar i drago kamenje.
- Lončarstvo

Skladišta u Knososu bila su puna posuda od terakote (pithoi), visokih i do 2 m. U njima je bilo ulje i vino.
- Preskakivanje bikova

U ovom sportu, koji je vjerojatno imao vjersko značenje, mladići i djevojke preskakali su preko leđa bika izvodeći salto.

### Thera
Nekoć se smatralo da je vulkanska erupcija na obližnjoj Theri 1470. pr. Kr. bila posljedica propasti Minojskog Carstva. Današnja istraživanja pokazuju ds su Minojce istjerali napadači s grčkog kopna poznati kao Mikenjani.

## Vanjske poveznice
- Fondacija Thera  Arhivirana inačica izvorne stranice od 26. ožujka 2012. (Wayback Machine)
- Minojska Civilizacija.  Arhivirana inačica izvorne stranice od 16. studenoga 2006. (Wayback Machine)
- Palača u Knossosu.